# Johnny Schuth
Jean „Johnny” Schuth (ur. 7 grudnia 1941 w Saint-Omer) – francuski piłkarz grający na pozycji bramkarza.

## Kariera klubowa
Swoją karierę piłkarską Schuth rozpoczął w klubie Thionville FC. Następnie podjął treningi w RC Strasbourg. W sezonie 1961/1962 awansował do kadry pierwszego zespołu i wtedy też zadebiutował w jego barwach w pierwszej lidze francuskiej. W sezonie 1964/1965 stał się podstawowym bramkarzem klubu ze Strasburga. W sezonie 1965/1966 zdobył ze Strasbourgiem Puchar Francji. W 1971 roku spadł z nim z pierwszej do drugiej ligi.
Na początku 1972 roku Schuth odszedł ze Strasbourga i przeszedł do pierwszoligowego FC Metz. Tam, podobnie jak w Strasbourgu, był pierwszym bramkarzem. W Metz występował do końca sezonu 1972/1973. Następnie odszedł do SO Merlebach, w którym zakończył swoją karierę.
| Sezon   | Klub          | Kraj    | Rozgrywki  | Mecze | Bramki |
| ------- | ------------- | ------- | ---------- | ----- | ------ |
| 1961/62 | RC Strasbourg | Francja | Division 1 | 1     | 0      |
| 1962/63 | RC Strasbourg | Francja | Division 1 | 3     | 0      |
| 1963/64 | RC Strasbourg | Francja | Division 1 | 3     | 0      |
| 1964/65 | RC Strasbourg | Francja | Division 1 | 34    | 0      |
| 1965/66 | RC Strasbourg | Francja | Division 1 | 35    | 0      |
| 1966/67 | RC Strasbourg | Francja | Division 1 | 36    | 0      |
| 1967/68 | RC Strasbourg | Francja | Division 1 | 38    | 0      |
| 1968/69 | RC Strasbourg | Francja | Division 1 | 31    | 0      |
| 1969/70 | RC Strasbourg | Francja | Division 1 | 34    | 0      |
| 1970/71 | RC Strasbourg | Francja | Division 1 | 34    | 0      |
| 1971/72 | RC Strasbourg | Francja | Division 2 | 0     | 0      |
| 1971/72 | FC Metz       | Francja | Division 1 | 18    | 0      |
| 1972/73 | FC Metz       | Francja | Division 1 | 27    | 0      |

## Kariera reprezentacyjna
W 1966 roku Schuth został powołany do kadry Francji na Mistrzostwa Świata w Anglii. Na tym turnieju był rezerwowym bramkarzem dla Marcela Auboura i nie rozegrał żadnego spotkania. Ostatecznie nie zdołał zaliczyć debiutu w kadrze narodowej.